# Hefty Stuart
Walter „Wally“ F. „Hefty“ Stuart (* 1912 in Warburton; † 12. Dezember 1938 in Melbourne) war ein australischer Radrennfahrer und nationaler Meister im Radsport.

## Sportliche Laufbahn
Stuart war im Straßenradsport und im Bahnradsport aktiv. Er fuhr für den Verein „Wonthaggi Cycling Club“. Von 1929 bis 1938 war er Berufsfahrer. 1933 gewann er nationale Meisterschaft im Straßenrennen vor Hubert Opperman. Im Rennen Melbourne to Warrnambool Cycling Classic 1933 holte er das „Blaue Band“ für die schnellste Zeit. Er hatte das Rennen gewonnen, ebenso die Tour of Gippsland in jener Saison. In der Tour of Tasmania gewann er zwei Etappen und wurde Siebenter. 1934 siegte er im Etappenrennen Centenary 1000. 1936 siegte er im Circuit of Albany und im Albany Grand Prix. Stuart fuhr einige Zeit mit Hubert Oppermann und anderen Australiern Rennen in Europa. Er stellte eine Reihe von Streckenrekorden in verschiedenen australischen und britischen Rennen aus. Bei den Straßenradsport-Weltmeisterschaften 1935 beendete er das Profirennen nicht. 
1938 platzte sein Vorderreifen bei einem Bahnrennen, wodurch er stürzte und von einem nachfolgenden Motorrad überfahren wurde. Stuart starb zwei Wochen später im Krankenhaus.